# 小柳津林太郎
小柳津 林太郎（おやいづ りんたろう、1981年10月2日 - ）は、日本の実業家。

## 経歴
京都府で生まれ、6歳まで大阪府で育つ。曽祖父・祖父・父は医師。父が大学病院で研究をしていたため、6歳から14歳までアメリカ・ニューヨークで過ごす。PL学園中学校・高等学校を卒業後、1浪を経て、慶應義塾大学経済学部に入学。
大学卒業後、サイバーエージェントに入社。入社3年目で子会社CyberXの代表に就任。2012年にはアメリカ子会社の立ち上げを牽引。2014年11月にCyberX解散後、サイバーエージェントSGE統括室室長に就任。
2018年、Amazonプライム・ビデオ『バチェラー・ジャパン』に2代目バチェラーとして出演。
同年AbemaTVへ転属し、AbemaTVアナウンス室部長、マキシマイズ室、次世代プロデュース室を兼任。
2019年10月、サイバーエージェントを退社。株式会社ゴーストを設立したが、代表取締役退任後の2022年11月には福岡県に移住し、新たな事業に取り組んでいる。

## 人物
大学では慶應義塾大学英語會のドラマ部門に所属した。舞台での経験は、卒業後の進路の決断に大きな影響を与えた。舞台役者やMC、俳優への道も選択肢として考え、アナウンサー試験も受けた。就職活動が始まり、サイバーエージェントの代表・藤田晋との面接の際に「僕は表現者として大成したい」と語った。藤田は「経営者も立派な表現者だよ。仕事を通じて組織や社会に自己表現すればいい。」と語り、この言葉が小柳津の心と人生を動かした。
子会社設立時に社員のブレインストーミングや慰労場所も兼ねて、都内3階建ての住宅に居住している。
『バチェラー』出演以降は、自社メディアへも積極的に出演。小柳津自身はアナウンサーではないがAbemaTVアナウンス室部長も兼任。『今日、好きになりました。』シーズン10では番組MCを初担当する。アナウンサーの新しい形を模索し、所属アナウンサーにはテレビ朝日アスクでの研修など基礎を学ばせる以外に、自身の経験からウェブ媒体を含む他局出演を許可している。
『バチェラー』の番組の中で最終的にイラストレーターの倉田茉美を選んだが、同年9月28日には双方は別々の道を進むことを発表している。

## 出演

### ウェブテレビ
- バチェラー・ジャパン（2018年5月25日 - 6月29日、Amazonプライム・ビデオ）
- 買えるAbemaTV社（2018年6月 - 7月、AbemaTV）ハンバイヤーとして不定期出演
- 今日、好きになりました。（2018年7月 - 8月、AbemaTV）シーズン10・恋愛見届け人
- アベマ大縁日～人気番組勢ぞろい！（2018年8月11日、AbemaTV）
- DDT LIVE! マジ卍（2018年8月14日、8月28日、9月25日、AbemaTV）
- 買えるバトルクラブ（2018年9月 - 、AbemaTV）[15]
- いきなりマリッジ2（2019年2月2日 - 4月27日、AbemaTV） - MC

### テレビ
- 半分、青い。（第23週、2018年9月5日、NHK総合） - イケメン役[16]
- ザ・タイムショック（テレビ朝日、2019年4月3日）